# كوردانة
كوردانة، راس العين، إسمها كما ورد في التوراة (آفق)، تقع في فلسطين على بعد حوالي 12 كيلومتر من يافا، وبالقرب من نهر العوجا (يركون). تبلغ مساحته حوالي 12 هكتار، وقد كانت مأهولاً بالسكان خلال المرحلتين الأولى والثانية من العصر البرونزي القديم، ومحصناً خلال المرحلة الأولى على الاقل.